# Essertaux
Essertaux est une commune française située dans le département de la Somme, en région Hauts-de-France.

## Géographie

### Localisation
Essertaux est un village picard de l'Amiénois.
Limitrophe d'Ailly-sur-Noye, la localité est située à 7 km à l'est de Conty, 17 km au sud d'Amiens et à 35 km au nord-est de Beauvais à vol d'oiseau.
Le territoire de la commune est limitrophe de ceux de six communes.
Les communes limitrophes sont  Ailly-sur-Noye, Bosquel, Flers-sur-Noye, Jumel, Oresmaux et Ô-de-Selle.

### Hydrographie
La commune est située dans le bassin Artois-Picardie. Elle n'est drainée par aucun cours d'eau.

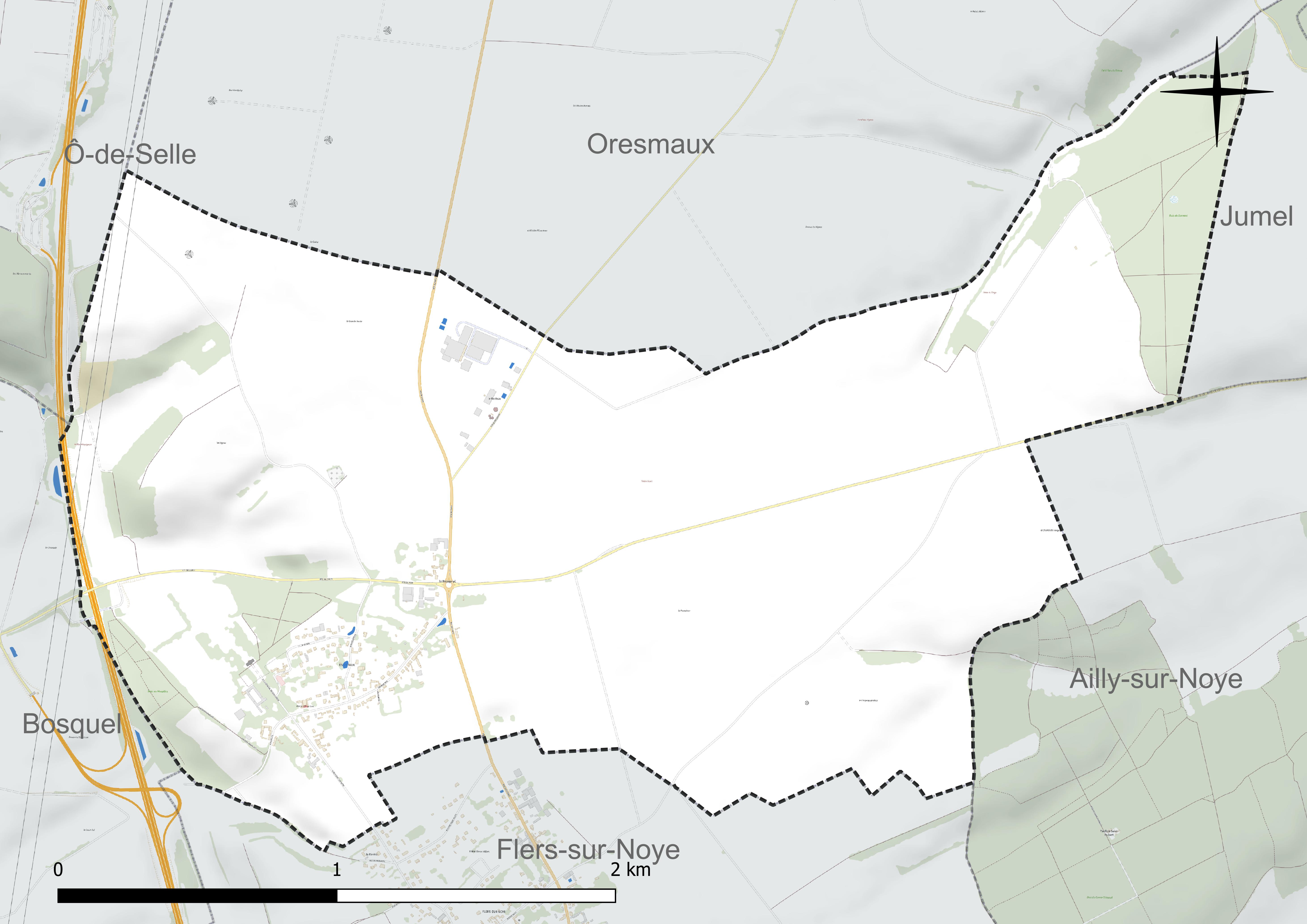
Réseau hydrographique d'Essertaux.

### Climat
Pour des articles plus généraux, voir Climat des Hauts-de-France et Climat de la Somme.
En 2010, le climat de la commune est de type climat océanique dégradé des plaines du Centre et du Nord, selon une étude du CNRS s'appuyant sur une série de données couvrant la période 1971-2000. En 2020, Météo-France publie une typologie des climats de la France métropolitaine dans laquelle la commune est exposée à un climat océanique et est dans la région climatique Nord-est du bassin Parisien, caractérisée par un ensoleillement médiocre, une pluviométrie moyenne régulièrement répartie au cours de l'année et un hiver froid (3 °C).
Pour la période 1971-2000, la température annuelle moyenne est de 10,4 °C, avec une amplitude thermique annuelle de 14 °C. Le cumul annuel moyen de précipitations est de 721 mm, avec 11,7 jours de précipitations en janvier et 8,1 jours en juillet. Pour la période 1991-2020, la température moyenne annuelle observée sur la station météorologique la plus proche, située sur la commune de Rouvroy-les-Merles à 13 km à vol d'oiseau, est de 10,7 °C et le cumul annuel moyen de précipitations est de 647,9 mm,. Pour l'avenir, les paramètres climatiques de la commune estimés pour 2050 selon différents scénarios d'émission de gaz à effet de serre sont consultables sur un site dédié publié par Météo-France en novembre 2022.

## Urbanisme

### Typologie
Au 1er janvier 2024, Essertaux est catégorisée commune rurale à habitat dispersé, selon la nouvelle grille communale de densité à sept niveaux définie par l'Insee en 2022.
Elle est située hors unité urbaine. Par ailleurs la commune fait partie de l'aire d'attraction d'Amiens, dont elle est une commune de la couronne,. Cette aire, qui regroupe 369 communes, est catégorisée dans les aires de 200 000 à moins de 700 000 habitants,.

### Occupation des sols
L'occupation des sols de la commune, telle qu'elle ressort de la base de données européenne d'occupation biophysique des sols Corine Land Cover (CLC), est marquée par l'importance des territoires agricoles (87,1 % en 2018), une proportion sensiblement équivalente à celle de 1990 (86,7 %). La répartition détaillée en 2018 est la suivante : 
terres arables (83,3 %), forêts (6,5 %), zones urbanisées (5,7 %), zones agricoles hétérogènes (3,8 %), zones industrielles ou commerciales et réseaux de communication (0,7 %). L'évolution de l'occupation des sols de la commune et de ses infrastructures peut être observée sur les différentes représentations cartographiques du territoire : la carte de Cassini (XVIIIe siècle), la carte d'état-major (1820-1866) et les cartes ou photos aériennes de l'IGN pour la période actuelle (1950 à aujourd'hui).

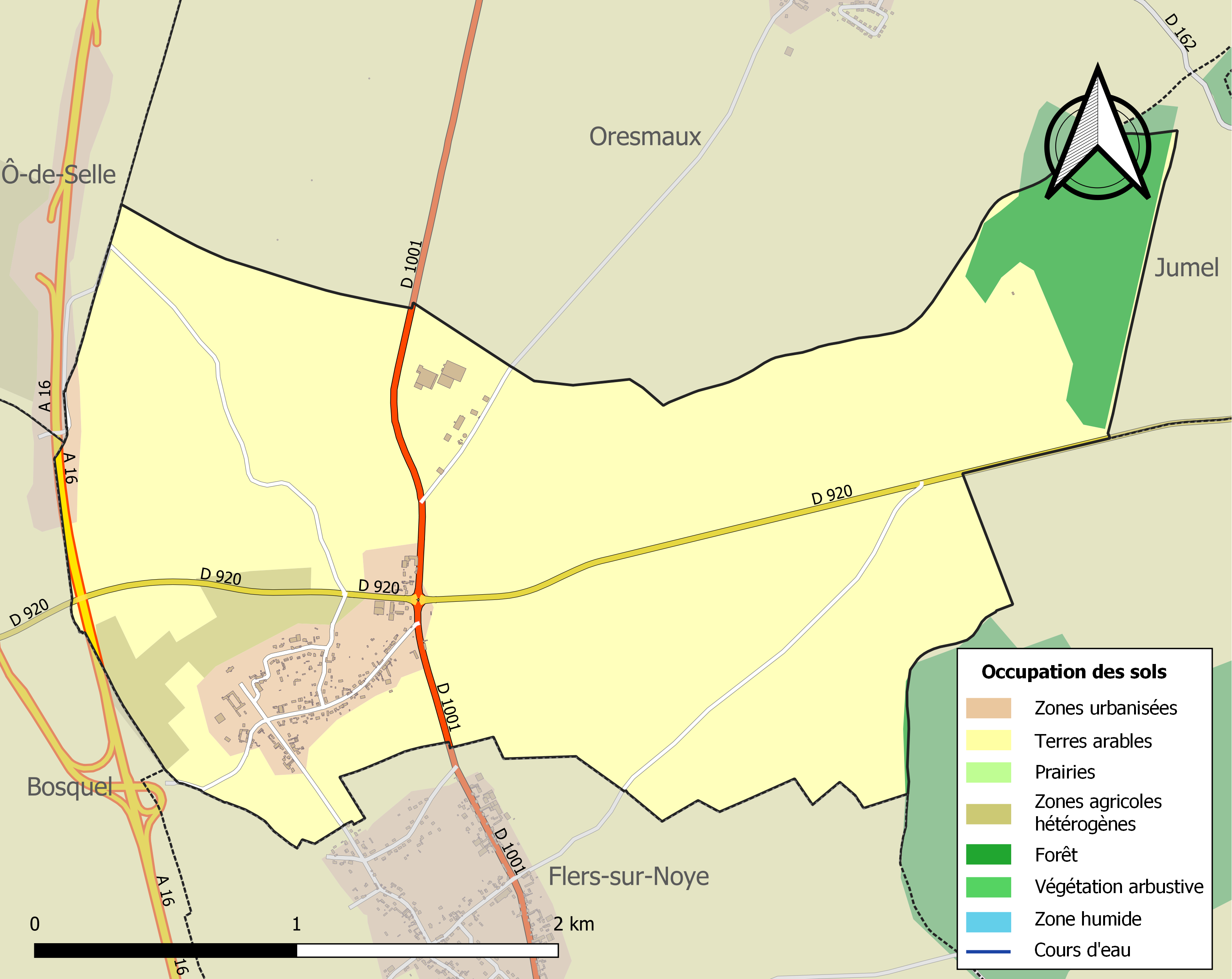
Carte des infrastructures et de l'occupation des sols de la commune en 2018 (CLC).

### Voies de communication et transports
Le territoire de la commune est traversé par la route départementale 1001 qui relie Amiens à Beauvais et par la route départementale 920 qui relie Poix-de-Picardie à Moreuil.
En 2019, la localité est desservie par les lignes de bus du réseau Trans'80, chaque jour de la semaine, sauf le dimanche.

## Toponymie
Le nom de la localité est attesté sous les formes Sartelli en 1190 ; Essertialis en 1200 ; Essartiaus en 1271 ; Essartiaux en 1337 ; Essertiaus en 1429 ; Escharteaux en 1630 ; Les Sarteaux en 1567 ; Isserteaux — Essarreaux en 1648 ; Eschurreau en 1657 ; Esserteaux en 1679 ; Isceteaux en 1696 ; Essertaux en 1733.
Le nom du village vient du latin Essertiaus qui signifierait, défrichements (essartages), opérés dès les VIe et VIIe siècles.
Le nom du village en picard est Chartieu.

## Histoire

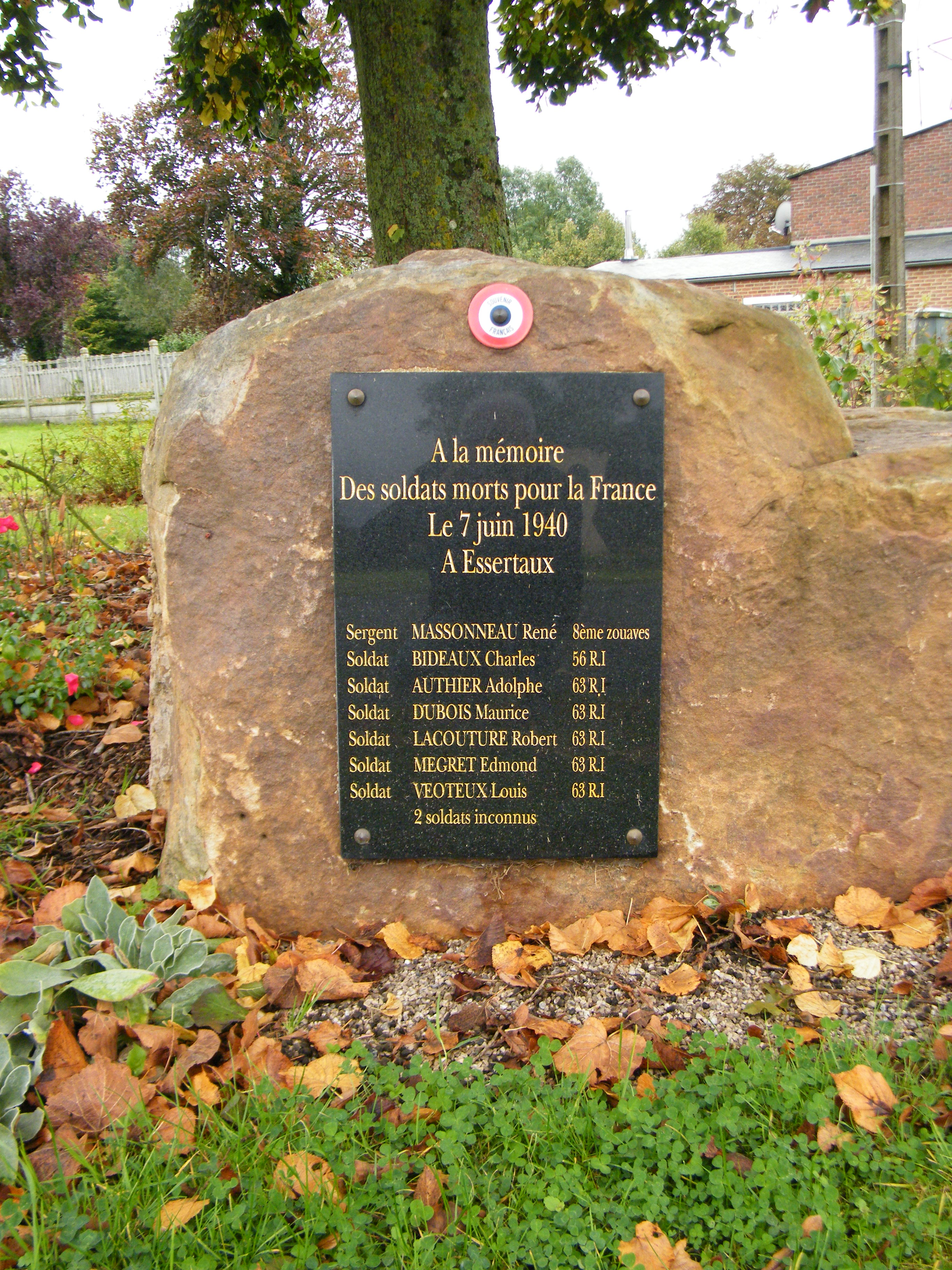
Stèle commémorative du combat du 7 juin 1940.

Les traces de deux villas gallo-romaines ont été retrouvées au lieu-dit l'Argilière, aux abords de la RD 920, et à proximité de deux anciennes voies romaines, celle reliant Amiens et Beauvais et celle entre Amiens et Paris.
Des céramiques médiévales ont été découvertes à proximité du cimetière.
En mars 1764, un titre de marquis fut attribué au seigneur local, Henry-Gabriel de Béry. La terre d''Essertaux avec le hameau de Flers, relevant de la châtellenie de Bonneuil, fut unie à Oresmaux, et à la baronnie de Jumelles, relevant de Boves, au bailliage d'Amiens. L'arrêt d'enregistrement fait connaître le développement de la seigneurie :
« La seigneurie d'Essertaux, relevante en entier du roy, à cause de la châtellenie de Bonneuil, est très considérable par les bâtiments, cour et jardin, parc, avenues, terres labourables et bois qui en dépendent ; que le seigneur d'icelle a droit de haute justice dans toute l'étendue de laditte seigneurie, a laquelle est joint au[cun ?] fief dans la paroisse de Flers, succursale d'Essertaux, de laquelle il est seigneur en partie ; que cette même seigneurie d'Essertaux consiste en plusieurs fiefs restrains ; que plusieurs autres fiefs en relèvent ; et que le revenu annuel de laditte terre est d'environ cinq à six mille livres, consistants en cinquante arpens d'enclos ; en un domaine de trois cens quarante quatre arpens de terre labourable affermés à différents particuliers ; en un droit de champart ; un moulin à vent ; neuf journaux de bois en coupe à l'âge de neuf ans ; en une réserve d'environ trente cinq journaux de terre, tant en labour que plantés, remises, arbres fruitiers ; en un pressoir de censives annuelles, tant en grains qu'en argent ; droicts seigneuriaux, lots et ventes, bannalité de moulins ».
Henri Gabriel de Béry est encore seigneur de Treux, Villecourt, Villers-Saint-Paul. Il a épousé Anne Marie Claude De Berbier Du Metz. Leur fils Claude Louis Gabriel de Bery, né à Paris en 1749, capitaine au régiment de mestre de camp général cavalerie, est comte d'Essertaux. Il épouse à Lille le 1er janvier 1779 Robertine Joseph de Surmont, fille de Claude Joseph, chevalier, seigneur des Mottes et de Lucie Victoire joseph Lecomte. Elle nait à Lille en septembre 1754 (baptisée le 30 septembre 1754) et meurt après 1825. Dont postérité.
La commune, instituée lors de la Révolution française, a absorbé entre 1790 et 1794 celle de Rossignol.
Lors de la bataille d'Amiens, au début de la Seconde Guerre mondiale, 9 soldats français sont tués au village le 7 juin 1940 en tentant d'empêcher l'avancée ennemie.

## Politique et administration

### Rattachements administratifs et électoraux
La commune se trouve dans l'arrondissement d'Amiens du département de la Somme. Pour l'élection des députés, elle fait partie depuis 2012 de la quatrième circonscription de la Somme.
Elle faisait partie depuis 1793 du canton de Conty. Dans le cadre du redécoupage cantonal de 2014 en France, la commune est intégrée au canton d'Ailly-sur-Noye.

### Intercommunalité
La commune était membre de la  communauté de communes du canton de Conty, créée par un arrêté préfectoral du 23 décembre 1996, et qui s'est substituée aux syndicats préexistants tels que le SIVOM et le SIVU de la coulée verte. Cette intercommunalité est renommée communauté de communes du Contynois en 2015, à la suite de la disparition du canton.
Dans le cadre des dispositions de la loi portant nouvelle organisation territoriale de la République du 7 août 2015, qui prévoit que les établissements publics de coopération intercommunale (EPCI) à fiscalité propre doivent avoir un minimum de 15 000 habitants, la préfète de la Somme propose en octobre 2015 un projet de nouveau schéma départemental de coopération intercommunale (SDCI) qui prévoit la réduction de 28 à 16 du nombre des intercommunalités à fiscalité propre du département.
Ce projet prévoit la « fusion des communautés de communes du Sud-Ouest Amiénois, du Contynois et de la région d'Oisemont », le nouvel ensemble de 37 412 habitants regroupant 120 communes,. À la suite de l'avis favorable de la commission départementale de coopération intercommunale en janvier 2016, la préfecture sollicite l'avis formel des conseils municipaux et communautaires concernés en vue de la mise en œuvre de la fusion.
La communauté de communes Somme Sud-Ouest, dont est désormais membre la commune, est ainsi créée au 1er janvier 2017.

### Liste des maires
| Période                                  | Période                   | Identité    | Étiquette | Qualité                         |
| ---------------------------------------- | ------------------------- | ----------- | --------- | ------------------------------- |
| Les données manquantes sont à compléter. |                           |             |           |                                 |
| juin 1995                                | En cours (au 3 juin 2020) | Jean Dubois |           | Réélu pour le mandat 2020-2026, |

## Population et société

### Démographie
L'évolution du nombre d'habitants est connue à travers les recensements de la population effectués dans la commune depuis 1793. Pour les communes de moins de 10 000 habitants, une enquête de recensement portant sur toute la population est réalisée tous les cinq ans, les populations de référence des années intermédiaires étant quant à elles estimées par interpolation ou extrapolation. Pour la commune, le premier recensement exhaustif entrant dans le cadre du nouveau dispositif a été réalisé en 2004.

En 2022, la commune comptait 270 habitants, en évolution de +2,27 % par rapport à 2016 (Somme : −1,26 %, France hors Mayotte : +2,11 %).
| 1793 | 1800 | 1806 | 1821 | 1831 | 1836 | 1841 | 1846 | 1851 |
| ---- | ---- | ---- | ---- | ---- | ---- | ---- | ---- | ---- |
| 407  | 364  | 493  | 408  | 487  | 525  | 501  | 493  | 490  |

| 1856 | 1861 | 1866 | 1872 | 1876 | 1881 | 1886 | 1891 | 1896 |
| ---- | ---- | ---- | ---- | ---- | ---- | ---- | ---- | ---- |
| 512  | 534  | 475  | 425  | 352  | 313  | 290  | 275  | 262  |

| 1901 | 1906 | 1911 | 1921 | 1926 | 1931 | 1936 | 1946 | 1954 |
| ---- | ---- | ---- | ---- | ---- | ---- | ---- | ---- | ---- |
| 256  | 230  | 211  | 182  | 170  | 165  | 167  | 158  | 128  |

| 1962 | 1968 | 1975 | 1982 | 1990 | 1999 | 2004 | 2006 | 2009 |
| ---- | ---- | ---- | ---- | ---- | ---- | ---- | ---- | ---- |
| 130  | 135  | 153  | 154  | 197  | 199  | 236  | 251  | 243  |

| 2014 | 2019 | 2022 | - | - | - | - | - | - |
| ---- | ---- | ---- | - | - | - | - | - | - |
| 264  | 260  | 270  | - | - | - | - | - | - |

### Petite enfance
À la suite de difficultés financières, la crèche associative de 25 berceaux, Les sucres d'orge, créée en 1988, est reprise en 2019 par la communauté de communes Somme Sud-Ouest en partenariat avec la communauté de communes Avre Luce Noye,,.

### Autres équipements
La commune s'est dotée en 2019 d'une salle multifonctions qui remplace l'ancienne et vétuste salle des fêtes.

## Économie
L'ancienne communauté de communes du canton de Conty a aménagé un pôle économique à Essertaux, ainsi qu'un atelier-relais pour la société Touquet Savour (conditionnement et vente de pommes de terre à chair ferme). Touquet-Savour, né en 1986, est une des principales entreprises du marché français de la pomme de terre haut de gamme, et distribue plus de 20 000 tonnes de ces tubercules, dont notamment la ratte, la Pompadour et la Roseval.

## Culture locale et patrimoine

### Lieux et monuments
- Château d'Essertaux, reconstruit au début du XVIIIe siècle[40],[41].
- Église Saint-Jacques d'Essertaux, construite en 1769[42].

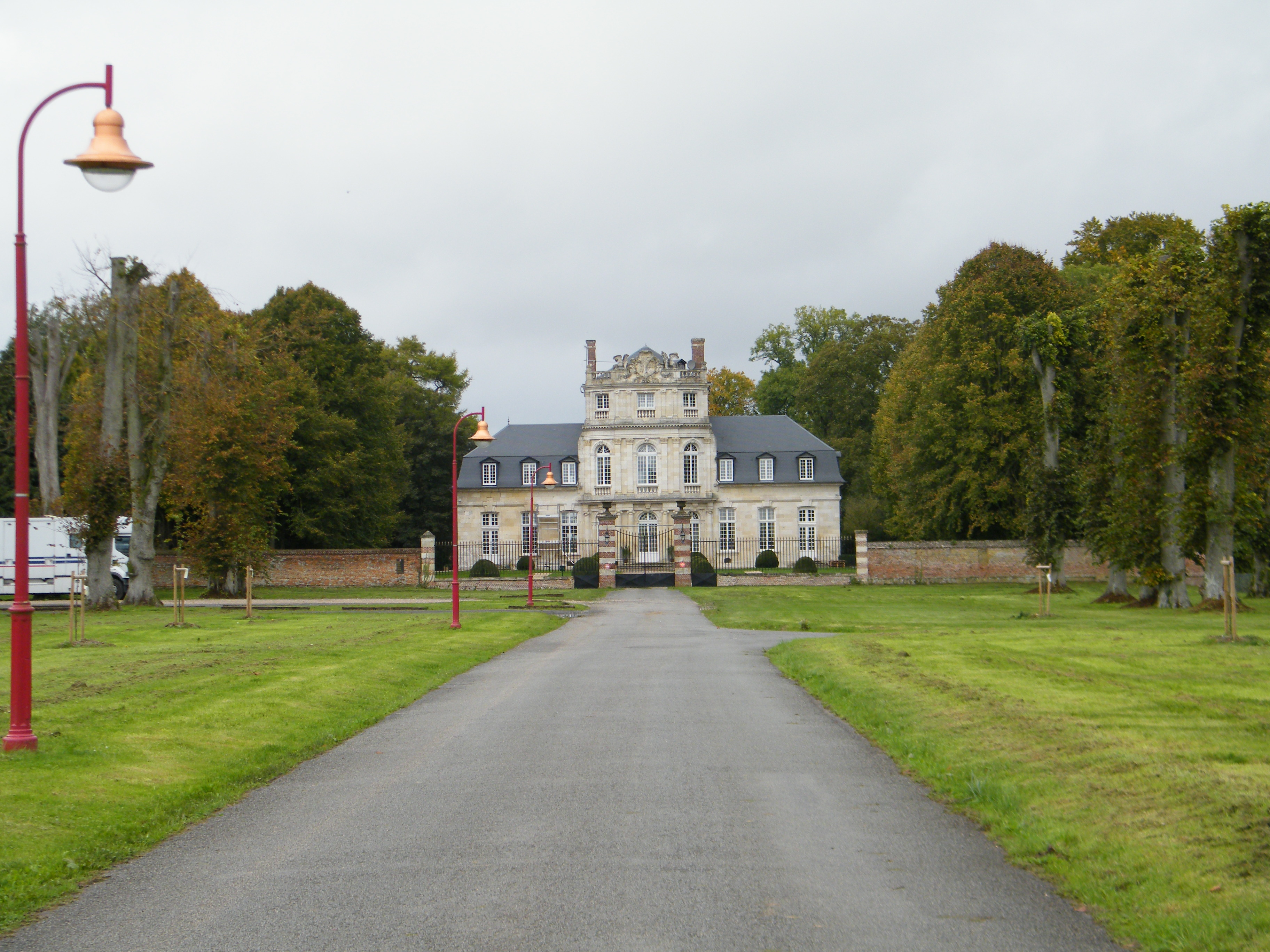
L'entrée du château.
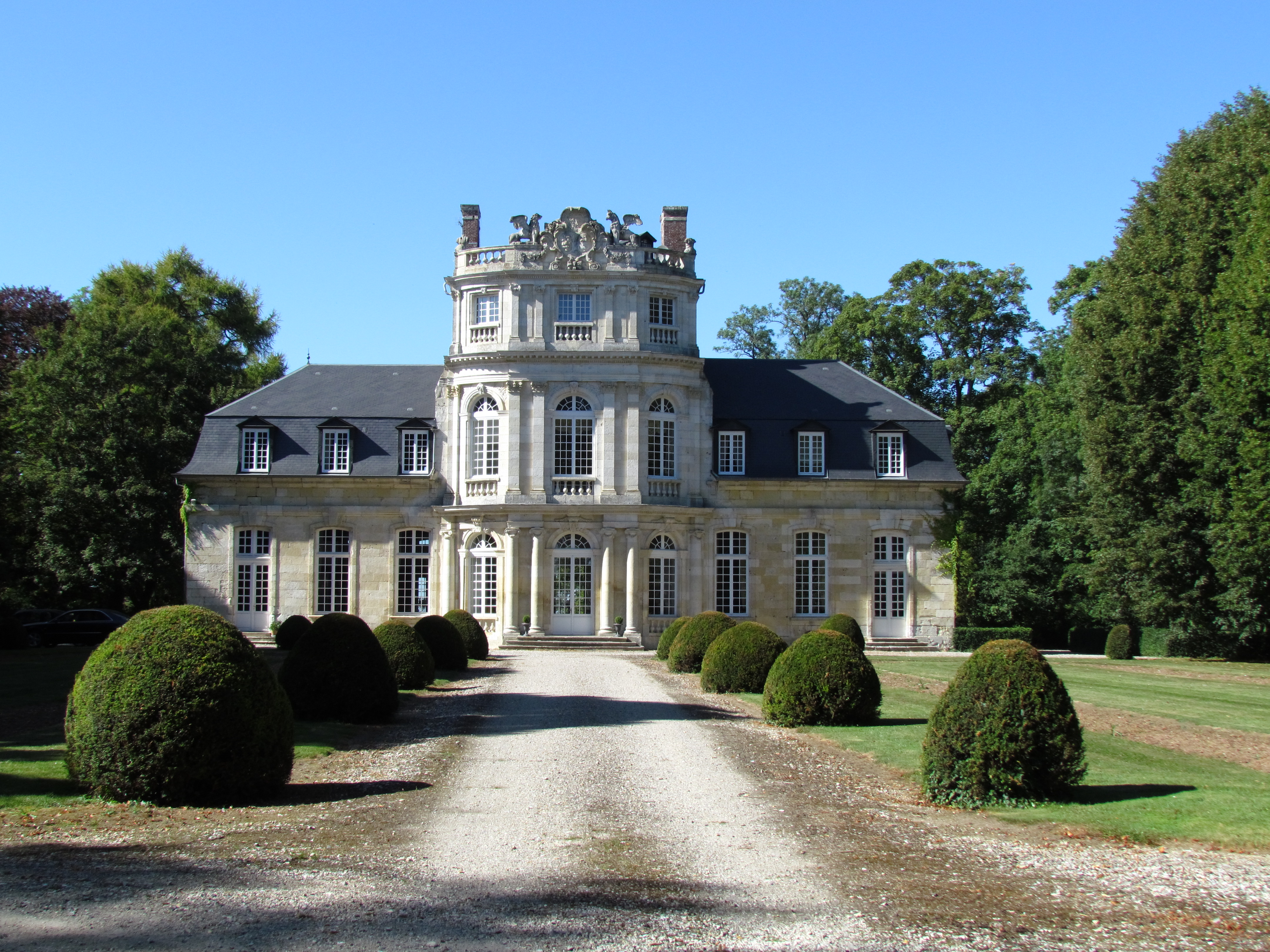
Le château.
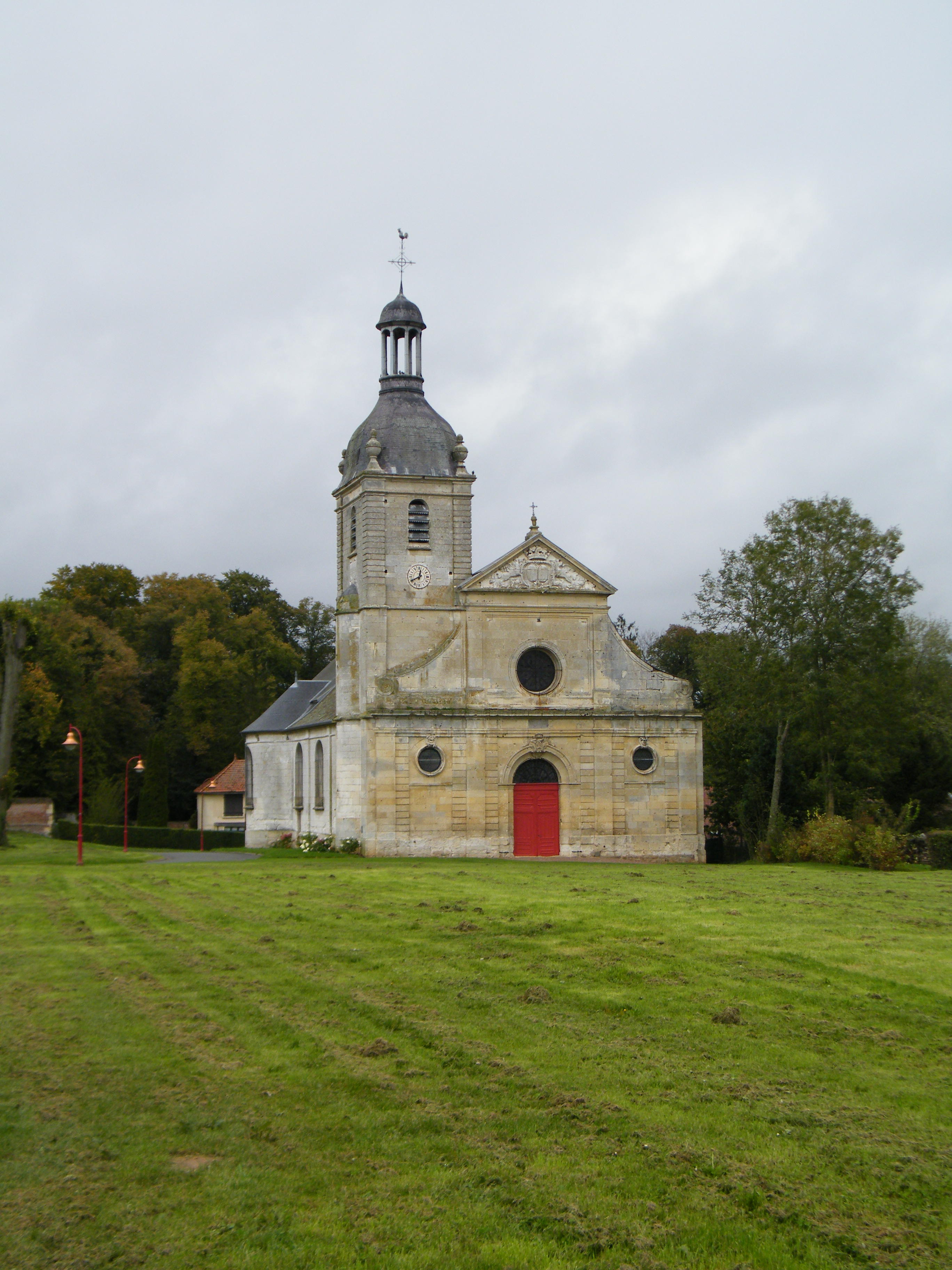
L'église Saint-Jacques.
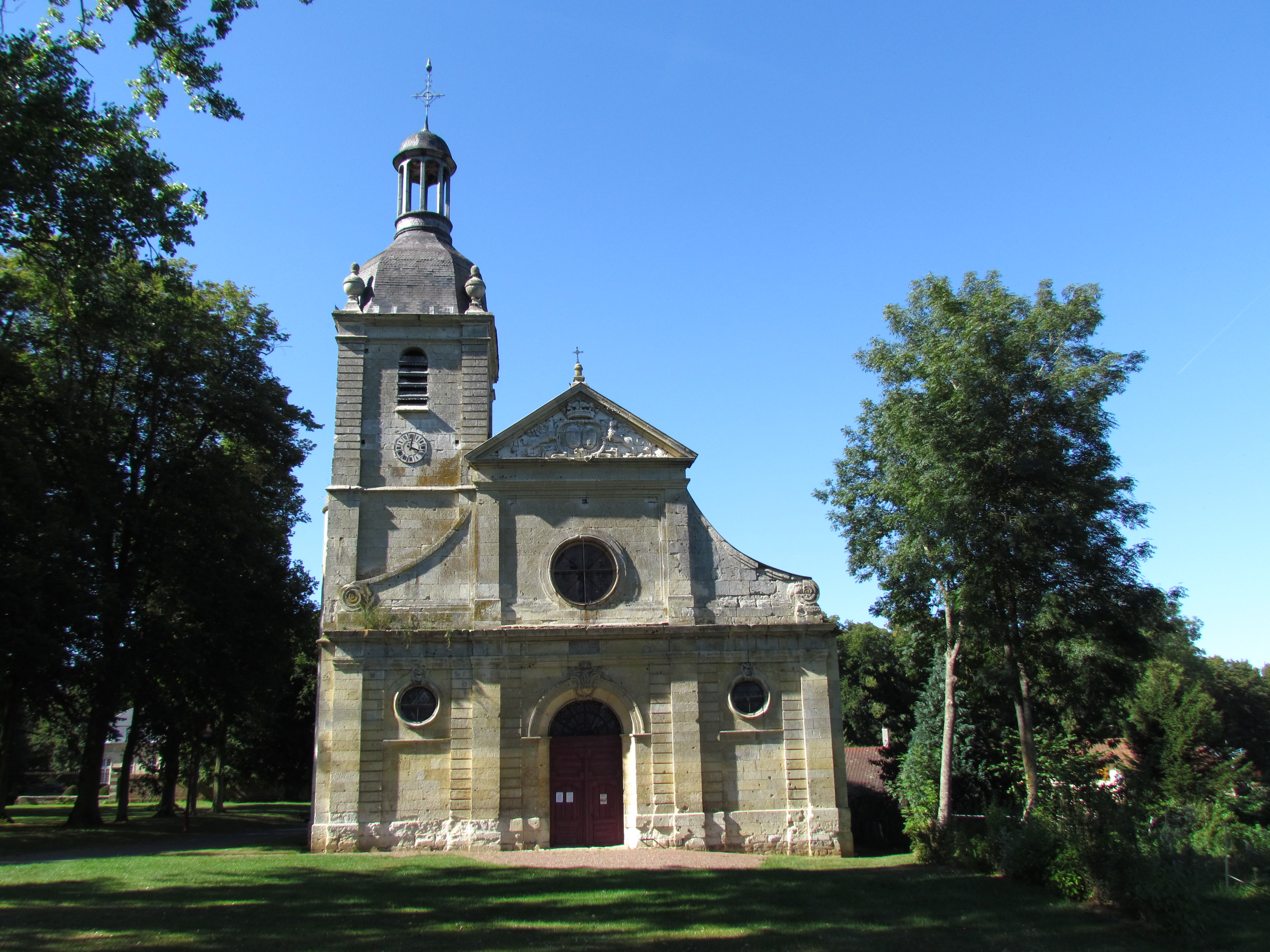
Façade de l'église.
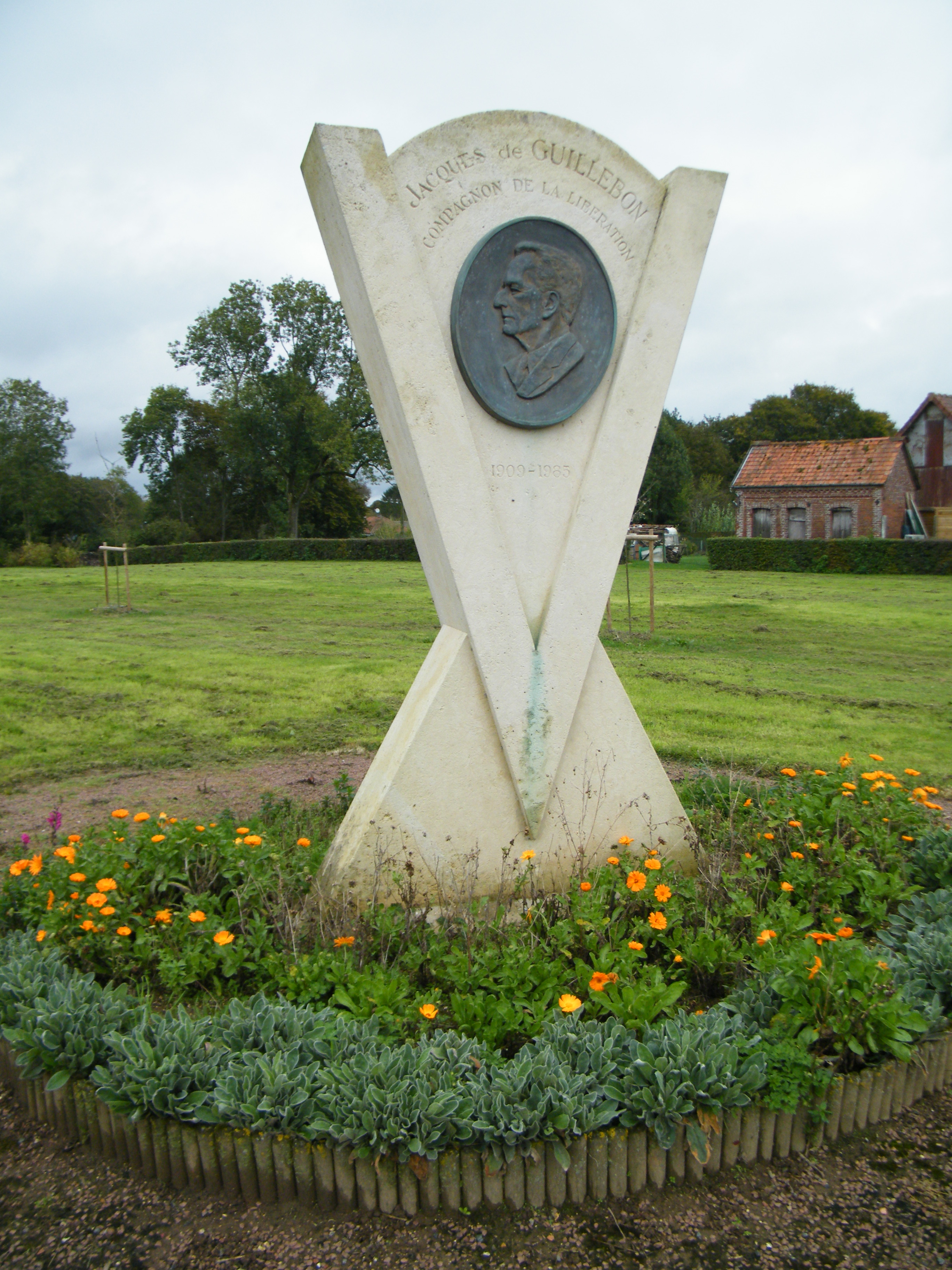
Monument au général de Guillebon.
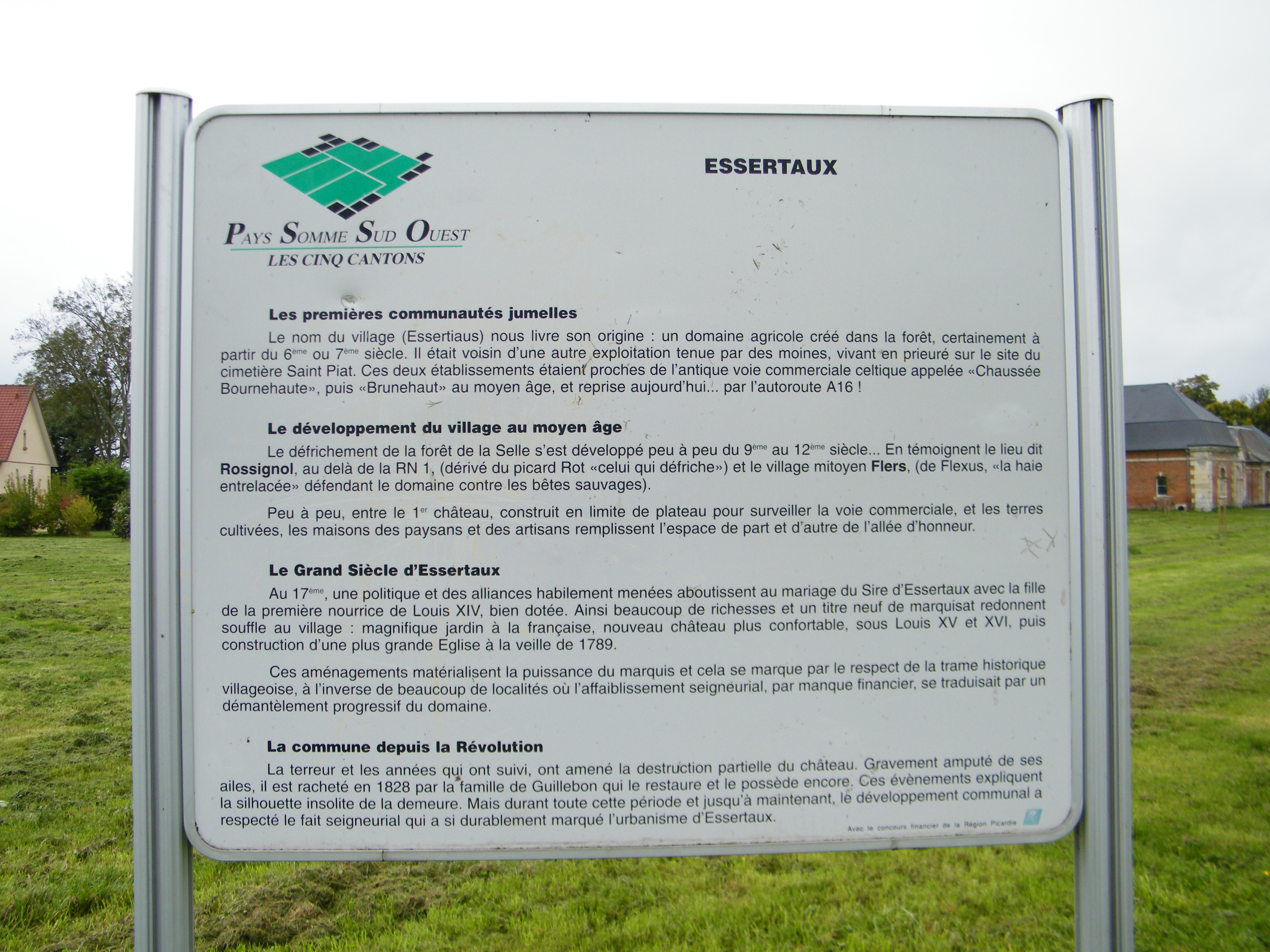
Panneau informatif.

### Personnalités liées à la commune
- Jacques de Guillebon, général français, compagnon de la Libération, a habité le château d'Essertaux. Un monument a été édifié à sa mémoire dans la commune, et une place porte son nom.